# Sphaerotilus natans
Sphaerotilus natans ist eine Bakterium-Art aus der Gattung Sphaerotilus. Es sind stäbchenförmige Bakterien, die als Besonderheit dünnwandige Röhren bilden, in denen sie sich hintereinander angeordnet befinden. Sie kommen in langsam fließenden Gewässern, Gräben und Teichen vor, die einen hohen Gehalt an biologisch abbaubaren Stoffen aufweisen. Weil Massen dieser Bakterien durch ihre Anordnung in langen Röhren makroskopisch wie ein Pilzmycel aussehen und in Verbindung mit Abwasser vorkommen, wird diese Bakterienart auch Abwasserpilz genannt. Allerdings werden auch Lebensgemeinschaften verschiedener fadenbildender Bakterien als Abwasserpilz bezeichnet, in denen S. natans ein wesentlicher Bestandteil ist.

## Eigenschaften
Gerade, stäbchenförmige (etwa zylindrische) Zellen, Durchmesser 1,2–2,5 µm, Länge 1–10 µm, gramnegativ, zeitweise jeweils an einem Zellende subpolar ein Flagellenbündel (polytrich, monopolar begeißelt). Die Bakterien schwimmen frei („Schwärmer“), meistens jedoch bilden sie Längsreihen (einreihige Zellketten), die sich in einer von ihnen abgeschiedenen dünnwandigen Röhre aus biologischem Material befinden. Diese Röhren, auch als Scheiden (ähnlich Hüllen für Blankwaffen) bezeichnet, bestehen aus Biopolymeren, die verflochtene Fibrillen bilden, und sind außen glatt. Sie bestehen aus 36–54 % Kohlenhydraten, 12–28 % Proteinen und 1–5 % Lipiden. Die Zellen sind nicht mit den Röhren fest verbunden und können sich in ihnen fortbewegen. Die Scheiden können mit einem Ende an Feststoffoberflächen festgeheftet sein. Außerhalb der Scheiden wird manchmal Schleim abgelagert. Bei hohen Konzentrationen bioorganischer Stoffe im Medium kann es zu Wachstum und Vermehrung ohne Scheiden kommen. Als Reservestoff wird Polyhydroxybuttersäure gebildet und in Form von Granula in den Zellen abgelagert. Der GC-Gehalt der DNA beträgt 68–71 Mol-%. Ruhestadien sind nicht bekannt.

### Stoffwechsel
Der Energiestoffwechsel ist strikt aerob, oxidativ, chemoorganoheterotroph. Verwertet werden mehrere verschiedene bioorganische Stoffe (unter anderen Polysaccharide, einfache Kohlenhydrate, einige Alkohole, Aminosäuren, Buttersäure und andere organische Säuren). Glucose wird über den Phosphogluconatweg und Citratzyklus abgebaut. Als Stickstoffquellen werden Aminosäuren sowie Ammonium- und Nitrat-Ionen genutzt. Vitamin B12 wird benötigt. Auch bei geringen Sauerstoffkonzentrationen im Medium wächst S. natans gut.

## Vorkommen, Ökologie
S. natans kommt in langsam fließenden Gewässern, Gräben und Teichen vor, die einen hohen Gehalt an bioorganischen Stoffen aufweisen, besonders in Siedlungsabwässern, landwirtschaftlichen Abwässern, Abwässern von Fabriken, in denen Papier oder landwirtschaftliche Produkte (Kartoffeln, Milch u. a.) hergestellt bzw. verarbeitet werden, sowie deren Reinigungsanlagen und in Gewässern, die mit solchen Abwässern belastet sind.
Der pH-Bereich des Wachstums ist 5,4–9,0, das pH-Optimum liegt bei 6,5–7,6, der Temperaturbereich des Wachstums ist 10–40 °C, das Temperaturoptimum liegt bei 20–30 °C, Salztoleranz des Wachstums bis 3–7 g/L Natriumchlorid (NaCl).
Die Umhüllung der Bakterienzellen durch Scheiden hat den Vorteil, dass auf diese Weise Filamente gebildet werden, ohne dass dafür eine Zellverlängerung oder die Bildung mehrzelliger Zellfäden erforderlich ist. Filamente bewirken eine lockere, oberflächenreiche Aggregation, die den Stoffaustausch mit dem umgebenden Medium begünstigt. Gleichzeitig werden die Bakterien durch die Scheiden vor bakterienfressenden Lebewesen (besonders Protozoen) und vor Bakteriophagen geschützt. Die Anheftung an Feststoffoberflächen bietet in Fließgewässern den Vorteil, dass ständig neue Nährstoffe herangeführt werden und Stoffwechselprodukte weggeschwemmt werden.

## Technische Bedeutung
In Abwasserreinigungsanlagen verursacht Sphaerotilus natans durch die Bildung von Massen langer, fädiger Scheiden zusammen mit anderen fadenbildenden Bakterien (beispielsweise Haliscomenobacter) den sogenannten Blähschlamm, eine Mikroorganismenmasse, die im wässrigen Medium schwebt und nicht oder nur extrem langsam sedimentiert. Die technisch erforderliche Abtrennung der Mikroorganismen wird dadurch verhindert und der Betrieb der Abwasserreinigungsanlagen gestört. Auch kommt es durch die Blähschlammbildung zu Verstopfungen von Anlagen in Gewässern.
Diese Schädigung unterhalb einer Zuckerfabrik spielt im Roman Pfisters Mühle („Abwasserroman“) von Wilhelm Raabe eine wesentliche Rolle. Das Bakterium wird dabei zwar nicht mit seinem Namen genannt, jedoch werden die typischen zottigen Bakterienmassen im Gewässer und an einem Mühlrad beschrieben. Der Erzählung liegt ein realer Fall von Gewässerverunreinigung durch Abwässer der Zuckerfabrik Rautheim bei Braunschweig zugrunde, an dem der Botaniker und Mikrobiologe Ferdinand Cohn als Gutachter beteiligt war.